# (328) Gudrun
(328) Gudrun es un asteroide perteneciente al cinturón de asteroides descubierto el 18 de marzo de 1892 por Maximilian Franz Wolf desde el observatorio de Heidelberg-Königstuhl, Alemania.
Está nombrado por Gudrun, esposa de Sigurd en la mitología nórdica.